# 厄里森特佩泰里区
厄里森特佩泰里区，是匈牙利沃什州的一个区，总面积305.23平方公里，总人口6937人（2007年1月1日），人口密度22.7人/平方公里。中心城市位于Őriszentpéter。

## 辖区
厄里森特佩泰里区包含22个市镇。